# Todor Iwanczow

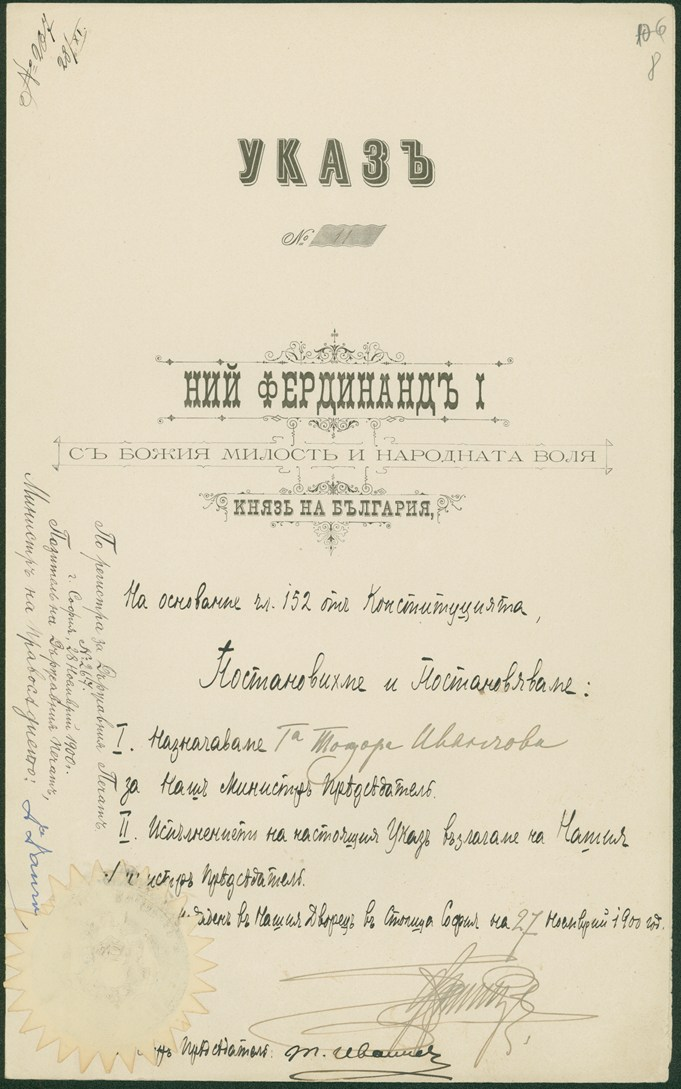
Ukaz księcia Ferdynanda o powołaniu Todora Iwanczowa na stanowisko premiera

Todor Iwanczow (bułg. Тодор Иванчов, ur. 1858 w Wielkim Tyrnowie, zm. 1 stycznia 1905 w Paryżu) – bułgarski lekarz, nauczyciel i polityk, premier Bułgarii (1899–1901), minister spraw zagranicznych i wyznań religijnych (1899–1900), minister finansów (1900–1901), minister oświaty (1886–1887, 1899), deputowany do Zgromadzenia Narodowego 3. (1886-1887), 5. (1887-1889) i 10. kadencji (1899-1900).

## Życiorys
Po ukończeniu nauki w amerykańskiej szkole Robert College w Stambule przez trzy lata studiował medycynę na uniwersytecie w Montpelier. Po wyzwoleniu Bułgarii spod panowania osmańskiego Iwanczow powrócił do kraju i pracował jako nauczyciel w Drjanowie, a następnie jako dyrektor szkoły dla nauczycieli w Kiustendile. W 1883 przeniósł się do Sofii, gdzie kierował Biurem Statystycznym Księstwa Bułgarii.
Związany z Partią Liberalną Wasiła Radosławowa, w 1886 po raz pierwszy wybrany do Zgromadzenia Narodowego. W rządzie Wasiła Radosławowa kierował resortem oświaty. Jako minister oświaty odpowiadał za wprowadzenie do szkół podręcznika języka bułgarskiego (Iwanczewski prawopis). W 1899 stanął na czele rządu, obejmując także kierownictwo nad resortem spraw zagranicznych i wyznań religijnych, a od 1900 ministra finansów. W styczniu 1901 podał się do dymisji. W 1903 stanął przed sądem oskarżony o nadużycia finansowe związane z zakupem wagonów kolejowych w Niemczech. Skazany na osiem miesięcy więzienia, po kilku miesiącach został zwolniony i wyjechał do Francji, gdzie zmarł.